# Municipio de Lincoln (condado de Berrien)
El municipio de Lincoln (en inglés: Lincoln Township) es un municipio ubicado en el condado de Berrien en el estado estadounidense de Míchigan. En el año 2010 tenía una población de 14691 habitantes y una densidad poblacional de 311,39 personas por km².

## Geografía
El municipio de Lincoln se encuentra ubicado en las coordenadas 42°0′56″N 86°30′22″O / 42.01556, -86.50611. Según la Oficina del Censo de los Estados Unidos, el municipio tiene una superficie total de 47.18 km², de la cual 46.39 km² corresponden a tierra firme y (1.67%) 0.79 km² es agua.

## Demografía
Según el censo de 2010, había 14691 personas residiendo en el municipio de Lincoln. La densidad de población era de 311,39 hab./km². De los 14691 habitantes, el municipio de Lincoln estaba compuesto por el 92.38% blancos, el 2.22% eran afroamericanos, el 0.3% eran amerindios, el 2.43% eran asiáticos, el 0.05% eran isleños del Pacífico, el 0.82% eran de otras razas y el 1.8% pertenecían a dos o más razas. Del total de la población el 2.76% eran hispanos o latinos de cualquier raza.